# Bayram
Bayram és una paraula turca que prové del pahlavi que fa referència a aquelles festivitats religioses o laiques que se celebren en l'àmbit de tot el país i, per tant, no són festes locals.

## Calendari
A Turquia, les dates de les festes nacionals laiques es fixen utilitzant el calendari gregorià, mentre els dies festius religiosos es fixen seguint el calendari musulmà (lunar) i es traslladen al calendari gregorià nacional, que es tradueix en les dates de les festes religioses que canvia cada any, amb un marge de canvi d'aproximadament 11 dies. Els dies festius del calendari religiosos els estableix el Departament d'Assumptes Religiosos de la Presidència del Govern.